# Хертвиси (Аспиндзский муниципалитет)
Хертвиси (груз. ხერთვისი) — село в Грузии, на территории Аспиндзского муниципалитета края (мхаре) Самцхе-Джавахети.

## География
Село находится в южной части Грузии, на правом берегу реки Куры, вблизи места впадения в неё реки Паравани, на расстоянии приблизительно 9 километров (по прямой) к юго-юго-востоку от посёлка городского типа Аспиндза, административного центра муниципалитета. Абсолютная высота — 1130 метров над уровнем моря.

## Население
По результатам официальной переписи населения 2014 года, в Хертвиси проживало 202 человека (97 мужчин и 105 женщин). В национальной структуре населения грузины составляли 99,5 %, армяне — 0,5 %.
| Год  | Население, человек |
| ---- | ------------------ |
| 2002 | 203                |
| 2014 | ↘ 202              |

## Достопримечательности
В селе расположена средневековая крепость Хертвиси (X век).